# Bonnie Zacherle
Bonnie Zacherle, född 14 november 1946 i Norwood, Massachusetts, är en amerikansk illustratör och designer. I början av 1980-talet skapade hon My Little Pony, en serie leksaker i form av små färgglada ponny-hästar i plast.